# Патус
Па́тус (порт. Lagoa dos Patos) — озеро-лагуна у Бразилії.
Є другим за величиною в Латинській Америці й найбільшим у Бразилії. Розташоване на узбережжі в південній частині Бразилії в штаті Гранде-Ду-Сул.
В довжину простягнулося на 280 км, має максимальну ширину 70 км. Загальна площа 9850 км². Патус відділений від Атлантичного океану наносною піщаною косою шириною близько 8 км. Вузькою протокою озеро Патус з'єднане з Атлантичним океаном, протокою Санс-Гонсалу — з озером Лагоа-Мірим.
У північно-західній частині — місто Порту-Алегрі.